# Çaylıca, Kurşunlu
Çaylıca là một xã thuộc huyện Kurşunlu, tỉnh Çankırı, Thổ Nhĩ Kỳ. Dân số thời điểm năm 2010 là 80 người.